# Ayé
| Críticas profissionais | Críticas profissionais |
| Avaliações da crítica  | Avaliações da crítica  |
| Fonte                  | Avaliação              |
| ---------------------- | ---------------------- |
| AllMusic               | 3 de 5 estrelas.       |

Ayé é o terceiro álbum de estúdio lançado pela cantora, compositora e produtora beninense Angélique Kidjo. O álbum foi lançado no dia 1 de Janeiro de 1994, pela Mongo, selo da Universal Music Group. Neste álbum, Angélique Kidjo assina todas as faixas, em parceria de Jean Hébrail e João Mota.

## Faixas
| N.º            | Título           | Compositor(es)                            | Duração |  |
| 1.             | "Agolo"          | Jean Hébrail e Angélique Kidjo            | 4:49    |  |
| 2.             | "Adouma"         | Jean Hébrail e Angélique Kidjo            | 4:29    |  |
| 3.             | "Aza Nan Kpé"    | Angélique Kidjo                           | 4:10    |  |
| 4.             | "Tatchèdogbè"    | Jean Hébrail e Angélique Kidjo            | 4:21    |  |
| 5.             | "Djan-Djan"      | Jean Hébrail e Angélique Kidjo            | 4:13    |  |
| 6.             | "Lon Lon Vadjro" | Jean Hébrail e Angélique Kidjo            | 5:09    |  |
| 7.             | "Houngbati"      | Jean Hébrail e Angélique Kidjo            | 4:43    |  |
| 8.             | "Idjé-Idjé"      | Jean Hébrail e Angélique Kidjo            | 5:49    |  |
| 9.             | "Yemandja"       | Jean Hébrail, Angélique Kidjo e João Mota | 4:14    |  |
| 10.            | "Tombo"          | Jean Hébrail e Angélique Kidjo            | 4:55    |  |
| Duração total: | Duração total:   | Duração total:                            | 46:52   |  |